# Kōji Wada
Kōji Wada (和田 光司, Wada Kōji, 29 de janeiro de 1974 – 3 de abril de 2016) foi um cantor japonês, muito conhecido pelos seus trabalhos no anime Digimon.

## Carreira

### 1999–2000
Em 1999, Kōji foi escolhido pela Toei Animation para ser o cantor do tema de abertura do anime Digimon Adventure, que seria transmitido pela Fuji TV. Após seu lançamento, a série, rapidamente, tornou-se uma das maiores franquias de animação japonesa, sendo lançados diversos produtos, entre eles filmes e CDs.
O sucesso de Digimon Adventure, porém, já era garantido. O planejamento de marketing, feito pela Bandai, aconteceu alguns anos antes da série ir ao ar. Na época, a empresa lançou pela primeira vez no Japão os "bichinhos virtuais" ou "monstros digitais", seguidos diretamente pelo "tamagochi" (sucesso no Brasil) e, logo depois, foi lançado o anime, hoje conhecido como "Digimon".
Assim, de acordo com o compositor Chell Watanabe, a música tema "Butterfly" seria um sucesso já previsto. Kōji Wada, que era cantor de baladas românticas, mudou seu estilo musical para se adequar a canção, para uma versão mais "rock". Dessa forma, surgiu o hit da série, o qual ficou por 5 semanas consecutivas no ranking do programa da TBS intitulado Count Down TV e, consequentemente,  no prestigiado ranking da Oricon Chart.
O cantor se tornou bastante conhecido no Japão, recebendo diversos convites para shows. Assim, acabou gravando a canção tema de Digimon Adventure 02, a sequência do anime que o levou ao estrelato. Intitulada "Target ~Akai Shōgeki~" (ターゲット～赤い衝撃～, Tāgetto ~Akai Shōgeki~, "Target (Red Impact)"), a música foi composta por Michihiko Ohta, que também produziu outras canções clássicas de Digimon, como "The Biggest Dreamer" e "FIRE!!".
Neste mesmo período, foi convidado a cantar o tema de outra série animada, agora de robôs, intitulada Transformers Car Robots, do estúdio Gallop. A canção, "Honō no Overdrive" (炎のオーバードライブ, Honō no Overdrive, "Overdrive of Fire"),  apesar de ser boa, foi trocada na versão americana por uma música instrumental, a pedido da Saban Entertainment (empresa que dominou o cenário dos desenhos animados na década de 1980 e 1990 na América).

### 2001–2002
Em 2001, começou a terceira temporada da franquia Digimon, intitulada   Digimon Tamers. Mais uma vez, Kōji Wada foi convidado a cantar o tema de abertura, o single "The Biggest Dreamer". A canção bateu novos recordes de vendas, que lhe renderam novos convites, entre eles, a gravação do encerramento do programa de variedades "Pinpapa", da Nihon Terebi. Essa canção seria lançada como single do cantor.
Em setembro de 2001, Kōji Wada escrevia letras de músicas, quando aconteceram os ataques terroristas ao World Trade Center, em Nova York. Isso lhe fez pensar a respeito e passar esse sentimento para a música que escrevia. Na época, ele disse: "A letra contém uma mensagem franca e honesta de paz e esperança do nosso ponto de vista, e se uma ou mais pessoas extraírem alguma coisa dela, seria muito bom... esse é o tipo da canção."
Então, o single chamado "Starting Over" foi lançado em novembro daquele mesmo ano. Além disso, seu primeiro álbum solo, "All of My Mind", foi lançado em dezembro, com as faixas inéditas "Modern Love" e "Shoujo no Mamade".
Em abril de 2002, iniciava-se Digimon Frontier. Novamente, Kōji Wada foi o nome principal da trilha sonora, com as canções "FIRE!!", "Innocent ~Mujaki na Mama de~" (イノセント～無邪気なままで～), "an Endless tale" e "With the Will".
Pouco antes do fim da quarta temporada de Digimon, Kōji Wada cantou os temas musicais "Sanga Dai Suki" e "Kyouto Purple Sanga Chuukei", do time de futebol profissional da cidade Kyoto, Sanga F.C. Ambos os hits foram veiculados pela emissora Kyoto Broadcasting System (KBS).

### 2003–2006
Em 2003, gravou sua última música em Digimon, antes de dar uma pausa na sua carreira, devido a problemas pessoais. A canção, "Miracle Maker (Spirit of adventure)", foi feita para o jogo de videogame Digimon World 3.
Depois de três anos em hiatus, Kōji Wada voltou à ativa, iniciando uma série de turnês. Os shows seriam para promover seu novo hit, "Hirari" (ヒラリ),  o tema da quinta temporada de Digimon, intitulada Digimon Savers.
Em comemoração a essa volta de Kōji, foi lançada pela sua gravadora, Index Music, uma coletânea chamada "The Best Selection~Welcome Back!". Ela  incluía uma música inédita, "Pierce", tema de encerramento do programa semanal de lutas Kakutou-ou (Rei das Artes-Marciais), exibido pela emissora TBS.
No primeiro concerto do ano, intitulado "Shibuya Tamashii Vol.116 ~Kouji Wada Special~", ele cantou seus principais hits de Digimon.

### 2010–2016
Em 2010, com o lançamento da sexta temporada de Digimon, chamada de Digimon Xros Wars, Kōji Wada volta com a música "We are Xros Heart!", tema da digievolução.
No dia 4 de outubro de 2011, o cantor postou em seu blog que teria que dar uma pausa em sua carreira por um tempo indeterminado, devido a um câncer em sua faringe. Todos os shows do cantor foram cancelados até o fim desse ano. No mesmo dia de 2013, anunciou na mesma página o seu regresso, com um concerto agendado para Novembro do mesmo ano. Em 2003, Kōji Wada já tinha vencido a luta contra a doença, porém este mesmo câncer entrou em estado de metástase. Isto é, uma nova lesão tumoral oriunda de uma anterior se espalhou para um local diferente do original.
O cantor morreu no dia 3 de abril de 2016 devido a um câncer na parte superior da faringe, a nasofaringe. Seu último trabalho em vida foi em Digimon Adventure tri., onde ele regravou a música-tema "Butter-Fly". O single "Seven ~tri ver.~" que também contou com a colaboração de Ai Maeda e Ayumi Miyazaki, foi o último single lançado em vida, apenas 5 dias antes de sua morte.

## Tributo
Em janeiro de 2025, houve um show em tributo a Kōji Wada chamado Koji Wada Tribute Live 2025 - Butterflies Forever, que ocorreu no Zepp DiverCity, em Tóquio. As comemorações a Wada foram acompanhadas do lançamento de quatro álbuns. Dois chamados Be Forever Butter-Fly-Best Album-, e dois chamados Koji Wada 25th Anniversary Tribute Album ~Butterfly Forever~, ambos divididos em duas edições chamadas "Special Edition K" e "Special Edition W" (as iniciais do artista). No "BEST ALBUM", as canções estarão todas com a voz de Wada e, no "Tribute Album", diversos artistas fazendo covers de músicas de Wada. No show, álbuns duplos especiais serão vendidos, juntando as músicas das "special editions" K e W em uma edição só. Alguns dos artistas participantes serão Hironobu Kageyama, Masaaki Endoh, Hiroshi Kitadani, AiM, Ayumi Miyazaki, Hiroki Takahashi e outros.
| Be Forever Butter-Fly-Best Album- |                                            |                |                  |               |         |  |
| N.º                               | Título                                     | Letras         | Música           | Arranjo       | Duração |  |
| 1.                                | "Starting Over"                            | Kōji Wada      | Hidenori Chiwata | Makoto Tako   | 4:20    |  |
| 2.                                | "bravery"                                  | K. Wada        | K. Wada          | Suguru Suzuki | 4:32    |  |
| 3.                                | "Kaze"                                     | K. Wada        | Kaoru Okubo      | Cher Watanabe | 3:54    |  |
| 4.                                | "FIRE!"                                    | Hiroshi Yamada | Michihiko Ohta   | M. Ohta       | 4:11    |  |
| 5.                                | "Target ~Akai Shougeki~"                   | Yuu Matsuki    | M. Ohta          | M. Ohta       | 4:28    |  |
| 6.                                | "Honoo no Overdrive ~Car Robot Cybertron~" | Fuyuki Goto    | C. Watanabe      | C. Watanabe   | 3:58    |  |
| 7.                                | "The Biggest Dreamer"                      | H. Yamada      | M. Ohta          | M. Ohta       | 3:49    |  |
| 8.                                | "Miracle Maker"                            | H. Yamada      | C. Watanabe      | C. Watanabe   | 4:05    |  |
| 9.                                | "Say Again"                                | K. Wada        | M. Ohta          | M. Ohta       | 4:24    |  |
| 10.                               | "Kimi no Keshiki"                          | K. Wada        | K. Wada          | Sly           | 4:58    |  |
| 11.                               | "Boku Wa Boku Datte"                       | Yuu Matsuki    | H. Chiwata       | C. Watanabe   | 4:13    |  |
| 12.                               | "Seven"                                    | Kouhei Koyama  | K. Koyama        | C. Watanabe   | 4:13    |  |
| 13.                               | "for the future"                           | corin.         | corin.           | corin.        | 4:50    |  |
| 14.                               | "Hirari"                                   | K. Wada        | IKUO             | SPM@          | 3:48    |  |
| 15.                               | "Butter-Fly"                               | H. Chiwata     | H. Chiwata       | C. Watanabe   | 4:18    |  |

| Koji Wada 25th Anniversary Tribute Album ~Butterfly Forever~ CD1 (Special Edition K) |                                                              |            |             |               |         |  |
| N.º                                                                                  | Título                                                       | Letras     | Música      | Arranjo       | Duração |  |
| 1.                                                                                   | "bravery" (por Ayumi Miyazaki)                               | K. Wada    | K. Wada     | Suguru Suzuki |         |  |
| 2.                                                                                   | "Starting Over" (por Hironobu Kageyama)                      | K. Wada    | H. Chiwata  | M. Tako       |         |  |
| 3.                                                                                   | "Honoo no Overdrive ~Car Robot Cybertron~" (por Yuki Shirai) | F. Goto    | C. Watanabe | C. Watanabe   |         |  |
| 4.                                                                                   | "FIRE!" (por Junko Takeuchi)                                 | H. Yamada  | M. Ohta     | M. Ohta       |         |  |
| 5.                                                                                   | "Miracle Maker" (por Junko Noda)                             | H. Yamada  | C. Watanabe | C. Watanabe   |         |  |
| 6.                                                                                   | "The Biggest Dreamer" (por Hiroki Takahashi)                 | H. Yamada  | M. Ohta     | M. Ohta       |         |  |
| 7.                                                                                   | "Say Again" (por Michihiko Ohta)                             | K. Wada    | M. Ohta     | M. Ohta       |         |  |
| 8.                                                                                   | "Boku Wa Boku Datte" (por Volcano Ota)                       | Y. Matsuki | H. Chiwata  | C. Watanabe   |         |  |

| Koji Wada 25th Anniversary Tribute Album ~Butterfly Forever~ CD2 (Special Edition W) |                                                  |            |           |             |         |  |
| N.º                                                                                  | Título                                           | Letras     | Música    | Arranjo     | Duração |  |
| 1.                                                                                   | "Target ~Akai Shougeki~" (por Chinatsu Sakamoto) | Y. Matuski | M. Ohta   | M. Ohta     |         |  |
| 2.                                                                                   | "Kimi no Keshiki" (por AiM)                      | K. Wada    | K. Wada   | Sly         |         |  |
| 3.                                                                                   | "Kimi to Hoshizora wo" (por Nana Inoue e UZA)    | N. Inoue   | K. Wada   | Kazuto Sato |         |  |
| 4.                                                                                   | "for the future" (por Masaaki Endoh)             | corin.     | corin.    | corin.      |         |  |
| 5.                                                                                   | "Seven" (por Yuto Kazama)                        | K. Koyama  | K. Koyama | C. Watanabe |         |  |
| 6.                                                                                   | "Kaze" (por Fukujuro Katayama)                   | K. Wada    | K. Okubo  | C. Watanabe |         |  |
| 7.                                                                                   | "re-fly" (por Hiroshi Kitadani)                  | K. Wada    | K. Wada   | C. Watanabe |         |  |
| 8.                                                                                   | "Hirari" (por Naozumi Takahashi)                 | K. Wada    | IKUO      | SPM@        |         |  |

| Be Forever Butter-Fly -Best Album- (Special Edition K) | Be Forever Butter-Fly -Best Album- (Special Edition W) | Koji Wada 25th Anniversary Tribute Album ~Butterfly Forever~ (Special Edition K) | Koji Wada 25th Anniversary Tribute Album ~Butterfly Forever~ (Special Edition W) |
| ------------------------------------------------------ | ------------------------------------------------------ | -------------------------------------------------------------------------------- | -------------------------------------------------------------------------------- |
|                                                        |                                                        |                                                                                  |                                                                                  |

## Discografia
- 2001: "All of My Mind"
- 2010: "Kazakami no Oka Kara" (風上の丘から)

## Visitas ao Brasil
Kōji Wada se apresentou quatro vezes no Brasil. Na primeira vez, cantou no Super Friends Spirits, no evento Anime Friends, em São Paulo, em julho de 2007. No mesmo ano, retornou a mesma cidade no dia das crianças cantando, desta vez, em palcos gaúchos também. Em dezembro, foi escalado novamente para voltar ao Brasil, para apresentar-se no YES (Yamato Music Station), no evento Anime Family, no Rio de Janeiro. Em 13 julho de 2008,  ele foi ao evento SANA (Super Amostra Nacional de Animes), em Fortaleza. Kōji também cantou em Belo Horizonte, no evento Anime Punch, em fevereiro de 2010. Foi anunciado no programa de televisão SANA, do canal cearense TV Diário, que ele iria se apresentar novamente no Ceará, no SANA 10. Também esteve no Recife, em 31 de julho de 2010 e 1 de agosto de 2010. No evento SuperHeroCon, cantou seus grandes sucessos em Digimon e enlouqueceu o público presente, que era estimado em milhares de pessoas.

## Ligações Externas
- Blog oficial de Wada (em japonês)
- Faixas de All of My Mind